# Bacia hidrográfica do rio Pardo

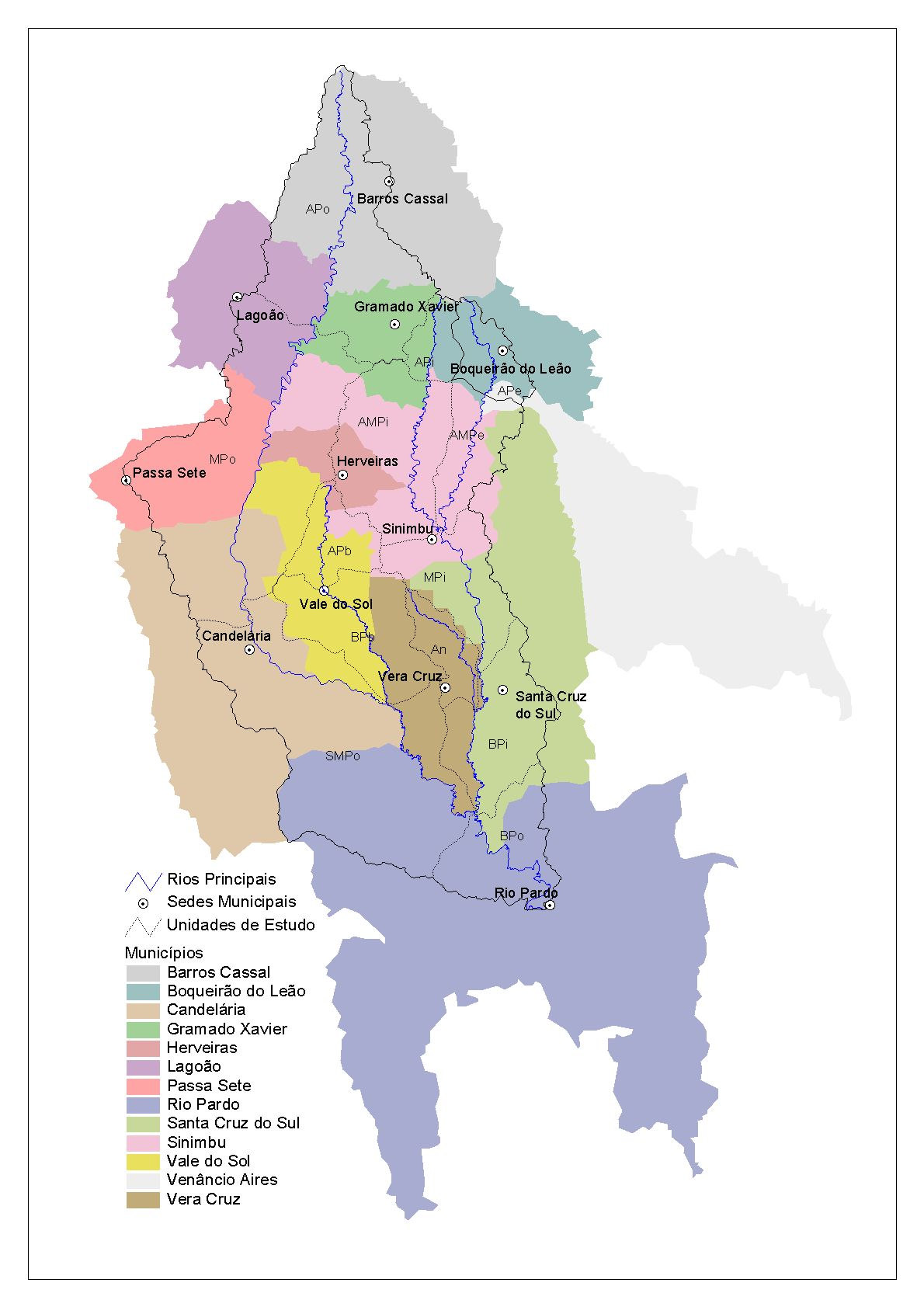
Municípios e unidades de estudo da bacia hidrográfica do rio Pardo

A bacia hidrográfica do rio Pardo está localizada na região central do Rio Grande do Sul e é parte integrante da Região Hidrográfica do Guaíba. Sua área de drenagem é de 3.636,79 km² e abrange 13 municípios com um total de 212.531 habitantes (em 2003).
É dividida em geral em três secões: a montante (parte alta) constituída por áreas de planalto Meridional, com altitude superior a 500 m, onde a formação de campo predomina, com atividades de pecuária e pequenas lavouras de subsistência, e onde estão situadas as sedes dos municípios de Barros Cassal, Boqueirão do Leão, Gramado Xavier e Lagoão; a parte intermediária que corresponde a cerca de 2/5 da área total, na encosta do planalto Meridional em altitude entre 200 e 500 m, onde prevalecem propriedades coloniais, existindo áreas com resquícios florestais em diferentes estados de recuperação, e onde encontram-se importantes elementos da fauna sul-rio-grandense, porção aonde se localizam as sedes de Herveiras, Passa Sete, Sinimbu e Vale do Sol; e finalmente a jusante (parte baixa) da bacia, correpondente também a cerca de 2/5 da área total, com áreas de relevo plano e pouco ondulado, que integra geomorficamente a Depressão Central, composta por áreas de meandro com várzeas empregadas para cultivo de arroz irrigado e áreas mais elevadas utilizadas em pecuária extensiva e agricultura, especialmente de fumo, milho, soja e feijão, e onde estão concentrados os maiores contingentes de população e de produção industrial na Bacia, nomeadamente as sedes dos municípios de Candelária, Rio Pardo, Santa Cruz do Sul e Vera Cruz. Dos municípios que compõem a bacia, o único que tem sede fora dos limites da mesma é Venâncio Aires.